# Lagos de Espot

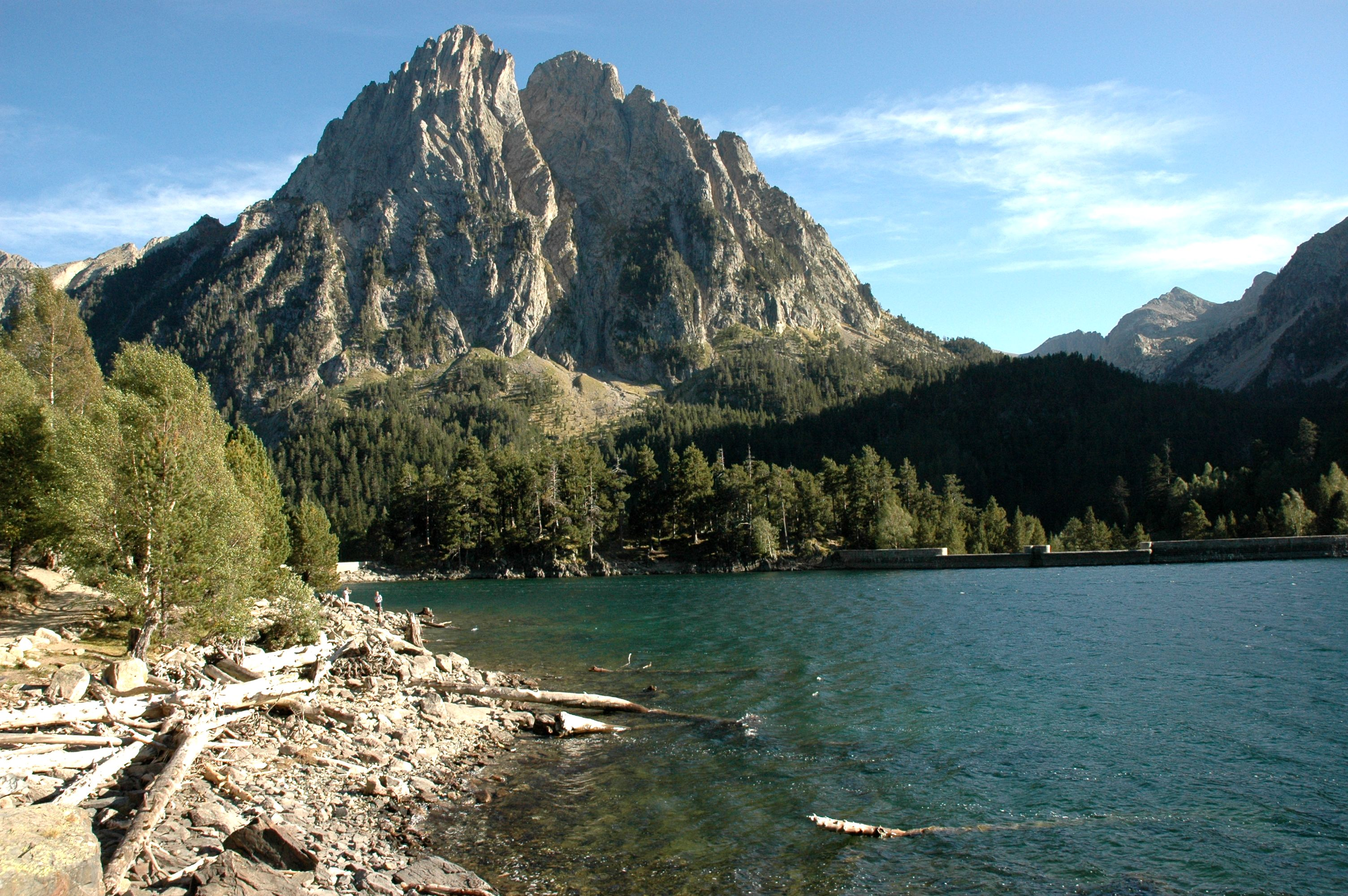
Lago de San Mauricio.

El sistema de los lagos de Espot está formado por un conjunto de lagos del Pallars Sobirá, en el Pirineo de Lérida, España, cuyas aguas desembocan en el lago de San Mauricio, con una cuenca de 29 km² y una capacidad conjunta de 10 hm³, para abastecer la central hidroeléctrica de San Mauricio, situada junto al pueblo de Espot.

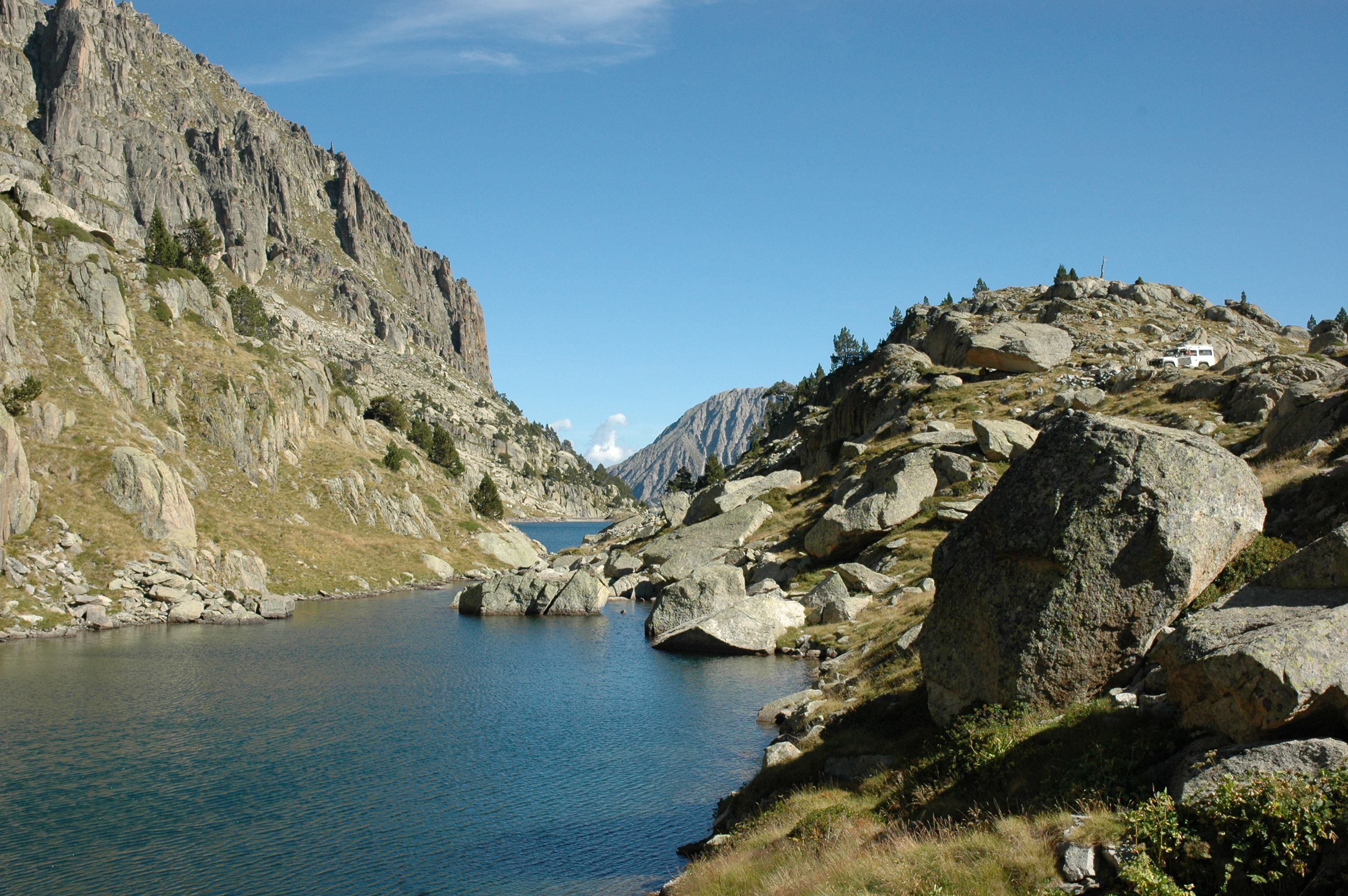
Lago de la Munyidera. Al fondo, el embalse de Amitges de Ratera

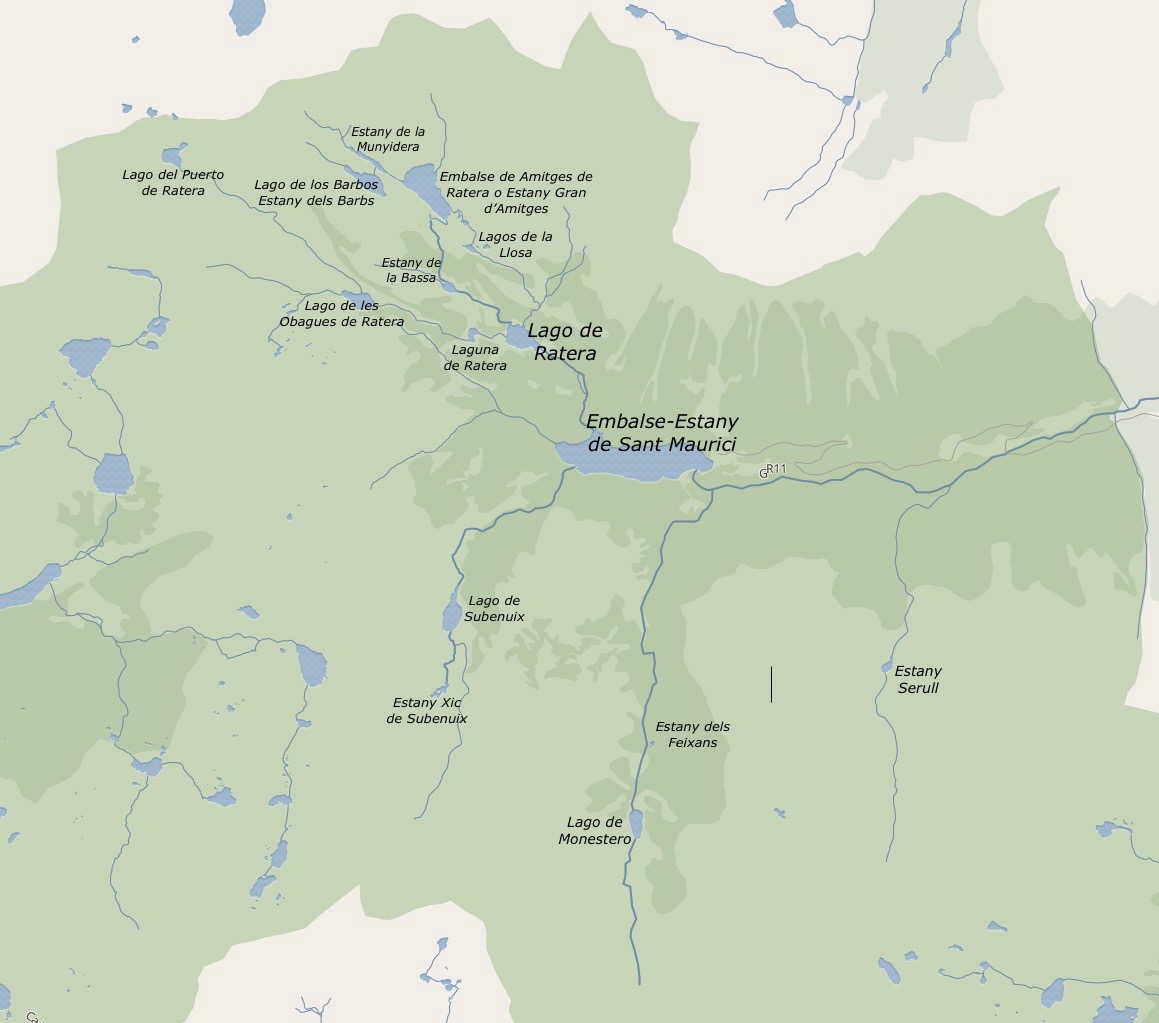
Lagos de Espot

Las aguas que llegan al lago de San Mauricio proceden de tres cuencas pequeñas. En orden de importancia, la más grande es la de Ratera, al norte, donde hay una decena de lagos medianos y pequeños, en el circo glaciar formado por los picos de Bassiero (2897 m), Amitges (2848 m), Saboredo (2819 m), Ratera (2862 m), Crabes (2791 m) y Portarró (2734 m). Las otras dos cuencas son el valle de Subenuix y el valle de Monestero, ambos al sur del lago de San Mauricio, con un lago cada uno.

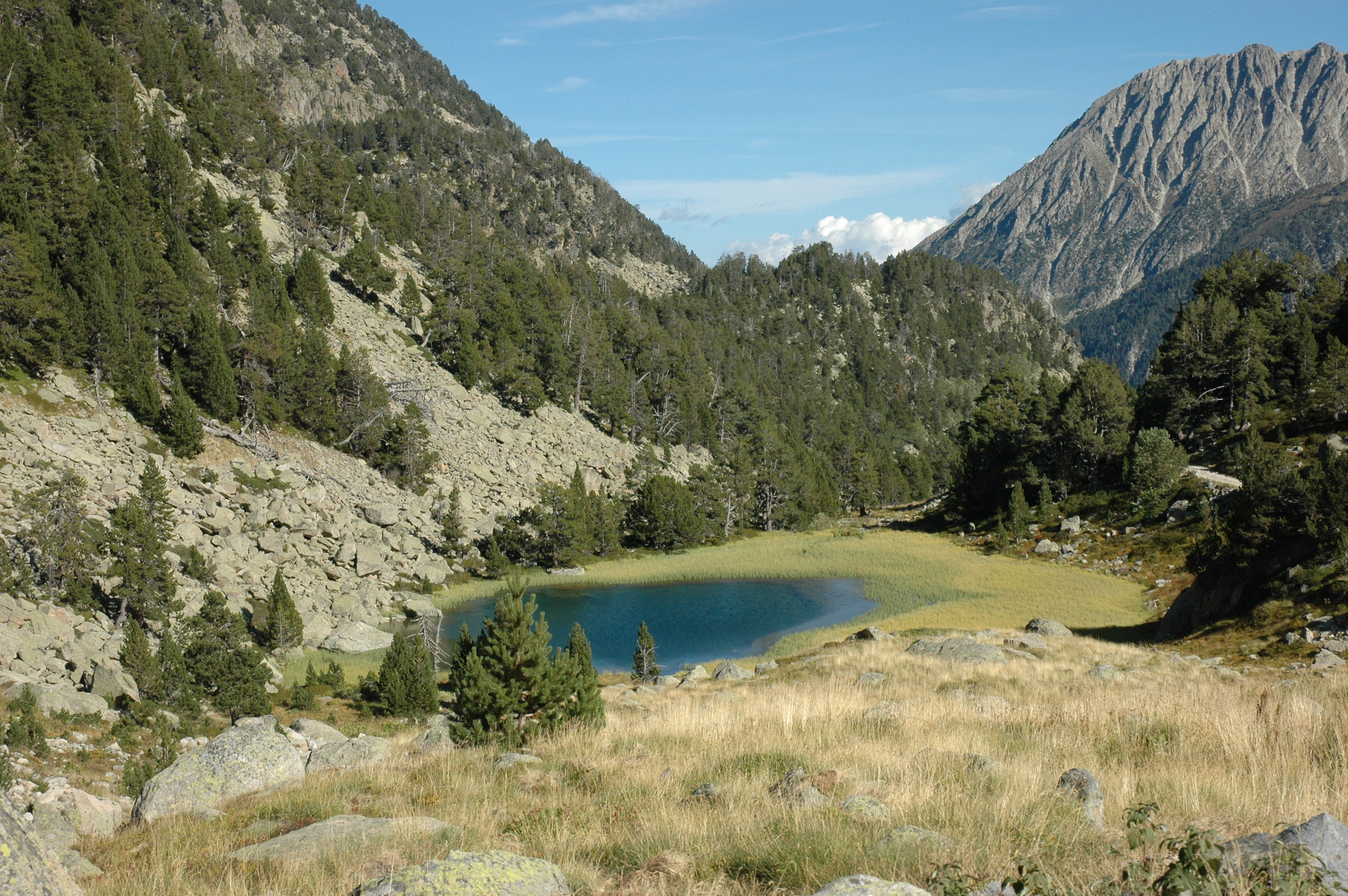
Lago de la Bassa, en el circo de Ratera, en Espot

## Lagos
- Lago de San Mauricio, el receptor de la cuenca, a 1910 m, con una capacidad de 2,3 hm³ y una superficie de 25 ha, muy cerca del refugio Ernest Mallafré.
- Lago de Ratera, a 2136 m, es el más cercano al de San Mauricio y da lugar a la cascada de Ratera.
- Lago de la Bassa, a 2180 m, por encima de Ratera y debajo de los de la Llosa y Amitges.
- Lagos de la Llosa, un conjunto de cuatro lagos pequeños debajo del de Amitges, a unos 2300 m de altitud.
- Embalse de Amitges de Ratera, a 2370 m, con una presa que retiene 1 hm³ y una extensión de 8 ha, es el más grande después del de San Mauricio, junto al Refugio de Amitges. La presa tiene 11 m de altura y una longitud de 168 m y la capacidad del embalse (400 x 150 m), conocido como pantà dels Llacs d'Espot, en catalán, es de 0,76 m³.
- Lago de los Barbos (Barbs), a 2373 m, junto al de la Munyidera y por encima del de Amitges. Tiene una superficie de 2,52 ha y está unos 15 m por encima del embalse de Amitges de Ratera y junto al lago o estany de la Munyidera.
- Lago de la Munyidera, a 2367 m.
- Dos lagos pequeños: el lago del Puerto de Ratera (2470 m) y el lago de las Obagues de Ratera (2240 m), ambos a la izquierda del GR-11  que sube desde San Mauricio al puerto de Ratera. Vierten al lago de Ratera.
- Lago de Subenuix, a 2196 m, en el valle del mismo nombre, coronado en su extremo por el pico de Subenuix (2950 m), tiene más arriba un lago muy pequeño, el Xic de Subenuix, a 2280 m. Ambos están rodeados por la Roca del Estany (2509 m), al este, y la Agulla del Portarró (2670 m) al oeste.
- Lago de Monestero, a 2174 m, en el centro del valle del mismo nombre, que culmina en el pico de Sobremonestero (2880 m), el pico de Mar (2845 m) y el pico de Peguera (2980 m). Sus aguas se desvian mediante un canal subterráneo al lago de San Mauricio. Por este valle asciende la ruta Carros de Foc.

## Central hidroeléctrica de San Mauricio
El complejo hidroeléctrico de Espot comprende, además de la cuenca del lago de San Mauricio, la del valle de Peguera, ya que las aguas de ambos valles confluyen, mediante sendas conducciones subterráneas, a la cámara de aguas de la central de Sant Maurici, encima de Espot. Esta central, reformada en 2010 por Endesa Generación, es de tipo reversible, la turbina es una Pelton horizontal de 3 grupos, el salto es de 532,7 m con un caudal turbinado de 3 m³/s, una potencia de generación de 14 870 kW y una tensión de salida a red de 110 000 V.